# Teitoku
Matsunaga Teitoku (Kanji:松永 貞徳)  (1571, Kyōto-1653) fue un erudito y poeta japonés de haikai. Su verdadero nombre fue Matsunaga Katsuguma (松永 勝熊), pero también escribió bajo los nombres Shōyuken (逍遊軒) y Chōzumaru (長頭丸).

## Biografía
Teitoku, padre del poeta profesional renga Matsunaga Eishu, estudió poesía waka con el preestigioso maestro Kujō Tanemichi (1507-1594) y renga con Hosokawa Fujitaka y Satomura Yōha. En su juventud, trabajó como secretario de Toyotomi Hideyoshi, sucesor de Oda Nobunaga y fue íntimo amigo del filósofo neoconfucianismo Hayashi Razan. Escribió un ensayo sobre Tsurezuregusa (Ocurrencias de un ocioso) titulado Nagusamigusa (no publicado hasta 1652) y otro sobre la famosa colección Hyakunin Isshu (Cien poemas, cien poetas). Alrededor 1620, por influencia de Razan, creó su propia escuela de haikai, Teitoku-ha en su casa de Kioto.  
A pesar de las reticencias del propio poeta quien consideraba sus haikais meros divertimentos, dos de sus discípulos, Matsue Shigeyori (1602-80) y Nonoguchi Ryūhō (1595-1669), obtuvieron su permiso para recoger algunos de sus composiciones en la colección Enoko shū (犬子集) (1633). En esos poemas aparecían algunos de los rasgos estilísticos que caracterizarían a su escuela: juegos de palabras, alusiones a la poesía waka clásica, humor basado en la introducción de palabras coloquiales (haigon) o vocablos de origen chino, impensables en los estrechos cánones de la poesía japonesa tradicional y el renga.  En 1638, tras el éxito alcanzado por la compilación de Shigeyori y Ryūhō, Teitoku comenzó a tener una nueva percepción sobre su labor poética y autorizó a su discípulo Yamamoto Saimu la publicación de Taka Tsukuba. Con ello pretendía otorgar al haikai dignidad y legitimidad como género poético. Con la colección Tensuishō Teitoku consiguió uno de los libros de haikai más leídos de su época, aunque circulara como manuscritos de mano en mano, situándole como el maestro indiscutible de esta forma poética por entonces. En textos como Kururu (1636) y Gosan (1651), Tetoku formularía las reglas de composición de haikai según la enseñanzas de su escuela que hizo del haikai una forma poética reconocible. Entre sus discípulos se encontraban Kitamura Kigin, que se convertirá en el maestro del célebre Matsuo Bashō.

## Fuente de la traducción
- Esta obra contiene una traducción  derivada de «Matsunaga Teitoku» de Wikipedia en francés, publicada por sus editores bajo la Licencia de documentación libre de GNU y la Licencia Creative Commons Atribución-CompartirIgual 4.0 Internacional.

- Datos: Q538099
- Multimedia: Matsunaga Teitoku / Q538099